# Herida por arma blanca
Una herida por arma blanca es una forma específica de traumatismo penetrante de la piel que resulta de un cuchillo u objeto puntiagudo similar que es «más profundo que ancho». La mayoría de los apuñalamientos se producen debido a la violencia intencional o a través de la herida autoinfligida. El tratamiento depende de muchas variables diferentes, tales como la ubicación anatómica y la gravedad de la lesión.

## Manejo
Las puñaladas pueden causar lesiones externas e internas. Generalmente, son causadas por armas de baja velocidad, es decir, las lesiones causadas a una persona por lo general se limitan a la ruta que tomó internamente, en lugar de causar daño a los tejidos circundantes, que es común en las heridas por armas de fuego. El abdomen es el área que comúnmente es la más lesionada por una herida de arma blanca. Las intervenciones que puedan ser necesarias en función de la gravedad de la lesión incluyen las vías respiratoria e intravenosa para el acceso y el control de la hemorragia. La longitud y el tamaño de la hoja del cuchillo, así como la trayectoria que siguió pueden ser importantes en la planificación del manejo, ya que puede ser un predictor de las partes que fueron dañadas. Precauciones especiales también deben ser usadas para prevenir una lesión mayor por parte del agresor de la víctima dentro del ambiente hospitalario. Al igual que en el tratamiento de choque, es importante mantener la presión sistólica por encima de 90 mmHg, mantener la temperatura corporal de la persona, y para el transporte inmediato a un centro de trauma en los casos graves.
Para determinar si una hemorragia interna está presente se pueden utilizar una evaluación enfocada con sonografía o un diagnóstico de lavado peritoneal. Otras pruebas de diagnóstico tales como una tomografía computarizada de exploración o varios estudios de contraste se pueden usar para clasificar de manera más definitiva la lesión tanto en gravedad y localización. La observación puede ser utilizada en lugar de la cirugía, ya que puede sustituir a una cirugía innecesaria, lo que hace el tratamiento preferido al trauma penetrante secundario de una herida de arma blanca cuando la hipovolemia o el shock no se presentan.

### Cirugía
La intervención quirúrgica puede ser necesaria, pero depende de que los órganos de los sistemas se vean afectados por la herida y el alcance de los daños. Es importante que los proveedores de cuidado comprueben a fondo el lugar de la herida a la medida en una laceración de arteria que a menudo resulta en retraso las complicaciones que a veces llevan a la muerte. Normalmente, un cirujano hará un seguimiento de la trayectoria del arma para determinar las estructuras anatómicas que fueron dañadas. En casos graves, cuando la homeostasis no puede ser mantenida, se puede hacer uso de la cirugía de control de daños.

## Epidemiología

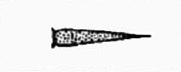
Marca Hilt dejada por un cuchillo

Los apuñalamientos son una causa relativamente frecuente de homicidios en Canadá y Estados Unidos. Por lo general, las muertes causadas por apuñalamientos se deben a la insuficiencia orgánica o a la pérdida de sangre. Aproximadamente son el mecanismo del 2 % de los suicidios. La mayoría de las heridas de arma blanca son causadas por violencia intencional, como las armas utilizadas para infligir esas heridas son fácilmente disponibles en comparación con las armas de fuego.
En Canadá, los homicidios por arma de fuego y arma blanca relativamente ocurren igual (1008/980 entre los años 2005 y 2009). En Estados Unidos, las armas de fuego son el método más común de los homicidios a diferencia de las armas blancas (9484/1897 en el 2008).
Las puñaladas ocurren cuatro veces más que las heridas de bala en el Reino Unido, pero la tasa de mortalidad asociada con apuñalamiento ha oscilado entre 0 y 4 %, ya que el 85 % de las lesiones sufridas por arma blanca solamente afectan el tejido subcutáneo. La mayoría de los asaltos que resultan en una herida de arma blanca ocurren a los hombres y a las personas de minorías étnicas.

## Historia
Algunos de los primeros principios de cuidado de heridas provienen de Hipócrates quien promovió mantener las heridas secas, excepto para su irrigación. Guy de Chauliac promovería extracción de cuerpos extraños, reincorporación de los tejidos cortados, el mantenimiento de la continuidad del tejido, la preservación de la sustancia de órganos, y la prevención de complicaciones. La primera operación exitosa de una persona que fue apuñalada en el corazón se llevó a cabo en 1896 por Ludwig Rehn, en lo que ahora se considera el primer caso de una operación de corazón. A finales de 1800, era difícil el tratamiento de heridas de arma blanca debido al mal transporte de las víctimas a los centros de salud, y la baja capacidad de los cirujanos para reparar efectivamente los órganos, sin embargo; el uso de la laparotomía que ha sido desarrollado unos años antes había proporcionado mejores resultados de los pacientes. Durante la Guerra de Corea se puso un mayor énfasis en el uso de vendajes de presión y torniquetes para controlar inicialmente el sangrado.